# Cesare Pavese
Cesare Pavese (ur. 9 września 1908 w Santo Stefano Belbo, zm. 27 sierpnia 1950 w Turynie) – włoski powieściopisarz, poeta i tłumacz.

## Życiorys
Pochodził z Piemontu, prowadził żywot włóczęgi w Turynie. Zadebiutował w 1936 roku tomem poezji Praca męczy (ukazał się on ponownie w 1943 roku). W czasach faszyzmu przebywał na wygnaniu.
Później opublikował kilka powieści oraz tom medytacji zatytułowany Dialogi z Leuke. Tłumaczył także dzieła literatury amerykańskiej na język włoski. Zginął śmiercią samobójczą, przedawkowywując barbiturany.

## Życie prywatne
Był ateistą.